# Vattenlingon
Vattenlingon eller Vattlingon är en metod för att lagra lingon. Metoden innebär att lingonen läggs i en burk med rent vatten och förvaras svalt och mörkt. Eftersom lingon innehåller naturlig bensoesyra behövs inget konserveringsmedel eller socker. Recept finns bland annat i Cajsa Wargs kokbok.